# Cerkev sv. Alojzija, Maribor
Cerkev sv. Alojzija v Mariboru je baročna cerkev, ki se nahaja v strogem centru mesta, natančneje na Glavnem trgu. Med letoma 1767 in 1770 jo je postavil jezuitski red. Posvečena je svetemu Alojziju Gonzagi.

## Arhitekturne značilnosti
Cerkev je umeščena v južni stavbni niz, ki zapira Glavni trg proti Dravi. Stavba ne izstopa iz svoje okolice tako, da bi presegala stavbno mejo, pač pa se od nje odmika v notranjost stavbnega otoka. S tako umestitvijo je arhitektu Janezu Fuchsu uspelo izboriti majhni cerkvi svoj lasten majhen trg, ki ga soustvarjata še stavba kolegija in iz njega izhajajoča ograja. Cerkev nima zvonika, zato pogosto na prvi pogled ostaja skrita. V oknu na pročelju ima en zvon. Tlorisna zasnova cerkve s svojim ovalom slogovno sili cerkev v baročni klasicizem, ki pa se mu še upira baročno pročelje.

## Namembnost
Nadškofija Maribor je 13. maja 2016 cerkev prodala Hrvaški katoliški misiji v Mariboru. Do prodaje je služila kot podružnična cerkev Župnije Maribor - Sv. Janez Krstnik.